# Segesta (stacja metra)
Segesta – stacja  metra mediolańskiego linii M5. 
Budowa stacji rozpoczęła się w listopadzie 2010, w ramach drugiej części linii M5 z Garibaldi do stadionu San Siro, została otwarta w dniu 29 kwietnia 2015.
Jest stacją przelotową z peronem wyspowym. Wejścia do stacji znajdują się na piazzale Segesta i na via degli Ottoboni.